# Béliers d'or
Les Béliers d'or (Золотой овен) sont des récompenses cinématographique russes décernées chaque année de 1992 à 2005.
Depuis 2006, ils sont remplacés par les Éléphants blancs (Белый слон).

## Histoire
Les Béliers d'or sont créés en 1991 comme l'un des prix du festival Kinotavr. L'année suivante ils deviennent, avec les Nika,  des prix indépendants décernés aux meilleurs cinéastes russes, sélectionnés sur la base d'un sondage journalistique, par analogie avec les Golden Globes américains. 
En 1998, ils acquièrent le statut de récompenses nationales et sont dès lors décernés par la Guilde russe des critiques de cinéma.

## Catégories
- Meilleur film
- Meilleure réalisation
- Meilleur scénario
- Meilleure photographie
- Meilleure direction artistique
- Meilleure musique de film
- Meilleur acteur
- Meilleure actrice
- Meilleur acteur dans un second rôle
- Meilleure actrice  dans un second rôle
- Meilleur premier film
- Meilleur film étranger
- Meilleur film d'animation
- Meilleur film documentaire
- Prix Miron Tchernenko